# كارايفانتسا
كارايفانتسا (بالبلغارية: Караиванца)‏ قرية تقع إدارياً ضمن بلدية دريانوفو ‏ في بلغاريا. ويبلغ عدد سكانها 31 نسمة حسب تعداد 15 مارس 2015. تعتمد كارايفانتسا للبريد على الرمز البريدي 5386.